# NGC 1445
NGC 1445 est une galaxie spirale relativement éloignée et située dans la constellation de l'Éridan. NGC 1445 a été découverte par l'astronome américain Frank Müller en 1886.

## Caractéristiques
Sa vitesse par rapport au fond diffus cosmologique est de 9 722 ± 30 km/s, ce qui correspond à une distance de Hubble de 143 ± 10 Mpc (∼466 millions d'al).
Cette galaxie est classifiée comme une lenticulaire selon les images anciennes. Mais, la meilleure résolution de l'image obtenue du relevé PanSTARRS permet de voir la présence de bras spiraux. Selon l'examen de cette image par le professeur Seligman, la classification de cette galaxie est SA(s)bc.